# Брендан Перрі

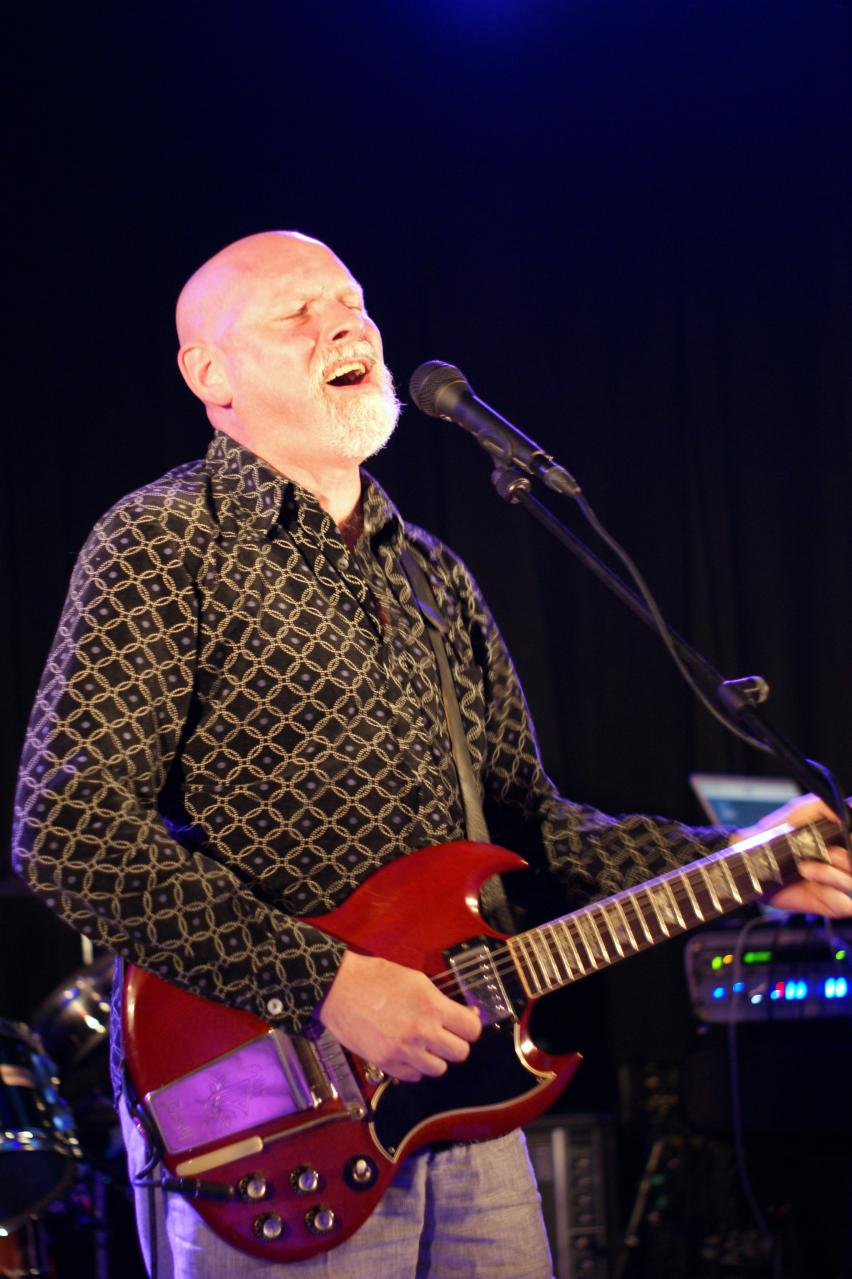
Брендан Перрі

Бре́ндан Майкл Пе́ррі (англ. Brendan Michael Perry; нар. 30 червня 1959) — музикант-мультиінструменталіст, вокаліст і композитор, який отримав міжнародну популярність як учасник і творець музичного колективу Dead Can Dance в співробітництві з Лізою Джеррард.

## Біографія
Народився у Лондоні. У 1970-х емігрував з родиною до Нової Зеландії, де 1979 став грати з гуртом The Scavengers, разом з цим колективом опинився у Мельбурні. 1980 залишив цей гурт і розпочав сольну кар'єру, а в 1981 став одним із засновників Dead Can Dance.
У 1992 році Брендан придбав в Ірландії занедбане церковна будівля Quivy Church і обладнав його як студію звукозапису, що стала творчою лабораторією для Перрі та його проектів. У 1997 році Перрі створив музику до художнього фільму «Sunset Heights».
У 1998 році Dead Can Dance розпався, і Перрі продовжував сольну кар'єру. У жовтні 1999 року вийшов у світ перший сольний альбом Брендана «Eye of the Hunter» («Око мисливця») на лейблі 4AD. Альбом відходив від звичного для слухачів звучання Dead Can Dance: Перрі виступав як автор-виконавець пісень, і основний акцент в альбомі був зроблений на звучанні акустичних музичних інструментів. Разом з тим, характерні манера співу і тексти пісень сприяли в цілому позитивної реакції слухачів і критики на альбом.
У 2010 році був виданий альбом «Ark» («Ковчег») на лейблі Cooking Vinil з переважно електронним звучанням і розгорнутими аранжуваннями електронних струнних інструментів і більш близький за настроєм до робіт Dead Can Dance.

## Дискографія
Дискографія Брендана Перрі з «Dead Can Dance»: див. Dead Can Dance
- 1999 Eye Of The Hunter
- 2010 Ark